# Pakudha Kaccsájana
Pakudha Kaccsájana i.e. 5. vagy 4. században élt ókori indiai filozófus, a történelmi Buddha és Mahávíra kortársa. Pakudha szerint hét örök „elem” létezik: föld, víz, tűz, levegő, öröm, szomorúság és élet.  Pakudha szerint továbbá ezek az elemek egymással nem lépnek kölcsönhatásba.
A buddhista Samannaphala-szuttában (DN 2) Pakudha nézetei a következők:
„...[A] következő hét elem létezik — nem készített, lecsökkenthetetlen, nem létrehozott, teremtő nélküli, meddő, stabil mint egy hegycsúcs, erős mint egy oszlop – amely nem változik, nem lép kapcsolatba mással, képtelen örömöt, fájdalmat, vagy mindkettőt okozni. Melyik hét? A föld, a folyékony, a tűz, a szél, az öröm, a bánat és a lélek. Ez a hét elem — nem készített, lecsökkenthetetlen, nem létrehozott, teremtő nélküli, meddő, stabil mint egy hegycsúcs, erős mint egy oszlop – amely nem változik, nem lép kapcsolatba mással, képtelen örömöt, fájdalmat, vagy mindkettőt okozni.”
„És közülük egyik sem gyilkos és egy sem okoz gyilkosságot, nem hall és általuk senki sem hall, nem ért és nem okoz értést. Ha valaki lefejez valakit, akkor senki sem öl meg senkit. Egyszerűen a hét elem között halad át a kard.”
A Brahmadzsála-szuttában (DN 1) a Pakudháéhoz hasonló filozófiák elnevezése Atomikus elmélet (páli/szanszkrit: anu vaada) és eternalizmus (szasszatavádá).
Pakudha Kaccsájana úgy is ismert, mint India Empedoklésze.